# Albania Mare

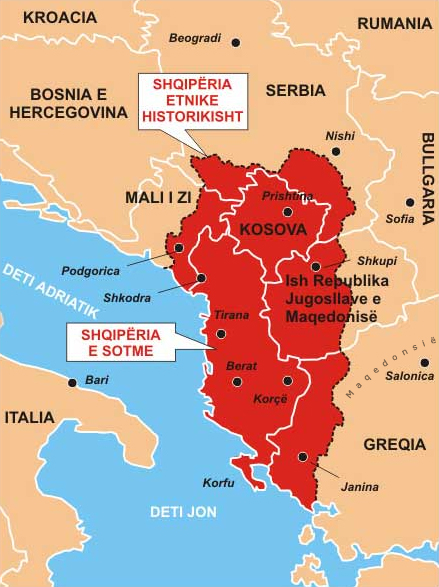
Harta aproximativă a Albaniei Mari.

Termenul de Albania Mare se referă la un concept iredentist de terenuri în afara granițelor Republicii Albania, care sunt considerate parte a unei patrii naționale mai mari de unii albanezi, pe baza unei prezențe actuale sau istorice a populației albanezilor din regiunile respective. Termenul pretinde includerea provinciei Kosovo, precum și unele teritorii din țările vecine, Muntenegru, Grecia, și Republica Macedonia. Albanezii de cele mai multe ori folosesc termenul Albania Etnică.

## Vezi și
- Sali Butka
- Azem Galica
- Istoria Albaniei
- Istoria Balcanilor
- Liga de la Prizren
- Partidul Fascist Albanez
- Regatul Albaniei (1939–1943)
- Regatul Albaniei (1943–1944)
- Holocaustul în Albania
- Naționalism albanez